# آی شینوزاکی
آی شینوزاکی (انگلیسی: Ai Shinozaki؛ زادهٔ ۲۶ فوریهٔ ۱۹۹۲) مدل، بازیگر، و خواننده اهل ژاپن است. وی از سال ۲۰۰۶ میلادی تاکنون مشغول فعالیت بوده‌است.